# Montagnac (Hérault)
Pour les articles homonymes, voir Montagnac.
Montagnac [mɔ̃.ta.ɲak], en occitan Montanhac [mun.ta.'ɲak], est une commune française située dans le sud du département de l'Hérault, en région Occitanie.
Exposée à un climat méditerranéen, elle est drainée par l'Hérault, la Boyne, le ruisseau de Nègue Vaques, la rivière de Gourdouman, le ruisseau de la Font du Loup, le ruisseau d'Ensigaud, le ruisseau des Coquillades, le ruisseau des Sacristains et par divers autres petits cours d'eau. La commune possède un patrimoine naturel remarquable : un site Natura 2000 (la « plaine de Villeveyrac-Montagnac ») et trois zones naturelles d'intérêt écologique, faunistique et floristique.
Montagnac est une commune rurale qui compte 4 465 habitants en 2022. Elle est dans l'unité urbaine de Montagnac. Ses habitants sont appelés les Montagnacois et Montagnacoises.

## Géographie

### Localisation
Située entre Montpellier et Béziers dans le département de l’Hérault, Montagnac se positionne comme véritable carrefour entre la mer Méditerranée et les contreforts des Cévennes.

### Communes limitrophes
Les communes limitrophes sont  Aumes, Castelnau-de-Guers, Cazouls-d'Hérault, Lézignan-la-Cèbe, Mèze, Pomérols, Pézenas, Saint-Pons-de-Mauchiens, Usclas-d'Hérault et Villeveyrac.
| Usclas-d'Hérault, Cazouls-d'Hérault | Saint-Pons-de-Mauchiens                     | Villeveyrac |
| Lézignan-la-Cèbe Pézenas            | Montagnac                                   | Mèze        |
| Aumes                               | Castelnau-de-Guers, Pinet (point quadruple) | Pomérols    |

### Géologie et relief
Une étude géographie et géologique d'ensemble de la région de Pézenas et sur le potentiel géothermique du département de l'Hérault (site de Montagnac « La Castillonne ») ont été réalisées par le Bureau de recherches géologiques et minières (BRGM).

### Sismicité
La commune est située en zone sismique 2 faible.

### Hydrographie et les eaux souterraines
Cours d'eau sur la commune ou à son aval :
- Hérault (fleuve),
- rivière de gourdouman,
- ruisseaux de la font du loup, d'ensigaud, du joncastre, de nègue vaques, du trou du renard, de bessille, des sacristains, de la combe d'angle, de saint-martin, de la coulette, des coquillades.

### Climat
Pour des articles plus généraux, voir Climat de l'Occitanie et Climat de l'Hérault.
En 2010, le climat de la commune est de type climat méditerranéen franc, selon une étude s'appuyant sur une série de données couvrant la période 1971-2000. En 2020, Météo-France publie une typologie des climats de la France métropolitaine dans laquelle la commune est exposée à un climat méditerranéen et est dans la région climatique  Provence, Languedoc-Roussillon, caractérisée par une pluviométrie faible en été, un très bon ensoleillement (2 600 h/an), un été chaud (21,5 °C), un air très sec en été, sec en toutes saisons, des vents forts (fréquence de 40 à 50 % de vents > 5 m/s) et peu de brouillards.
Pour la période 1971-2000, la température annuelle moyenne est de 14,7 °C, avec une amplitude thermique annuelle de 16,1 °C. Le cumul annuel moyen de précipitations est de 678 mm, avec 5,8 jours de précipitations en janvier et 2,4 jours en juillet. Pour la période 1991-2020, la température moyenne annuelle observée sur la station météorologique la plus proche, située sur la commune de Tourbes à 9 km à vol d'oiseau, est de 15,2 °C et le cumul annuel moyen de précipitations est de 607,5 mm,. Pour l'avenir, les paramètres climatiques de la commune estimés pour 2050 selon différents scénarios d'émission de gaz à effet de serre sont consultables sur un site dédié publié par Météo-France en novembre 2022.

### Voies de communications et transports

#### Voies routières
- Autoroute A75 dite La Méridienne à 6 km,
- Autoroute A9 dite La Languedocienne à 19 km.

#### Lignes SNCF
- Gare d'Agde à 25 km,
- Gare de Béziers à 30 km.

#### Transports en commun
Commune desservie par le réseau Hérault Transport.

##### Transports aériens
Les aéroports les plus proches sont :
- l’aéroport de Béziers-Cap d'Agde à 34 km ;
- l’aéroport de Montpellier-Méditerranée à 49 km.

### Intercommunalité
La commune est membre de la Communauté d'agglomération Hérault Méditerranée regroupant 20 communes composées de 74 886 habitants en 2014.

### Milieux naturels et biodiversité

#### Réseau Natura 2000

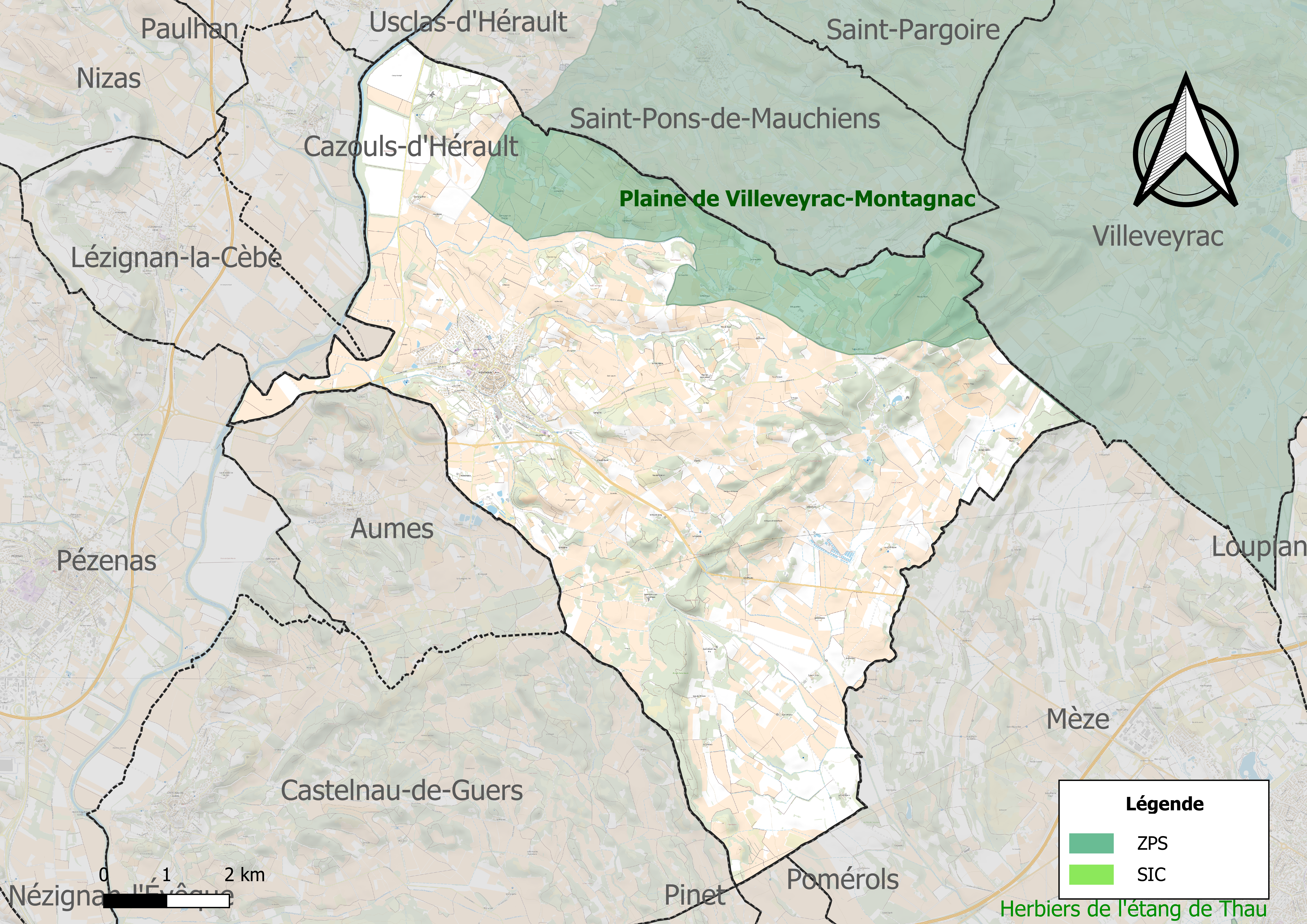
Sites Natura 2000 sur le territoire communal.

Le réseau Natura 2000 est un réseau écologique européen de sites naturels d'intérêt écologique élaboré à partir des directives habitats et oiseaux, constitué de zones spéciales de conservation (ZSC) et de zones de protection spéciale (ZPS).
Un site Natura 2000 a été défini sur la commune au titre  de la directive oiseaux : la « plaine de Villeveyrac-Montagnac », d'une superficie de 5 265 ha, constituée d'une mosaïque de milieux particulièrement favorable à de nombreuses espèces d'oiseaux à forte valeur patrimoniale. Pour certains de ces oiseaux, le Languedoc-Roussillon a une forte responsabilité, accueillant une part importante de leur effectif national : Pie-grièche à poitrine rose, Faucon crécerellette, notamment.

#### Zones naturelles d'intérêt écologique, faunistique et floristique
L’inventaire des zones naturelles d'intérêt écologique, faunistique et floristique (ZNIEFF) a pour objectif de réaliser une couverture des zones les plus intéressantes sur le plan écologique, essentiellement dans la perspective d’améliorer la connaissance du patrimoine naturel national et de fournir aux différents décideurs un outil d’aide à la prise en compte de l’environnement dans l’aménagement du territoire.
Une ZNIEFF de type 1 est recensée sur la commune :
les « coteaux viticoles de Saint-Pons-de-Mauchiens et Saint-Pargoire » (3 006 ha), couvrant 4 communes du département et deux ZNIEFF de type 2, : 
- les « collines marneuses de Castelnau-de-Guers » (3 207 ha), couvrant 5 communes du département[17] ;
- la « plaine de Villeveyrac-Montagnac » (5 793 ha), couvrant 5 communes du département[18].

Carte des ZNIEFF de type 1 et 2 à Montagnac.
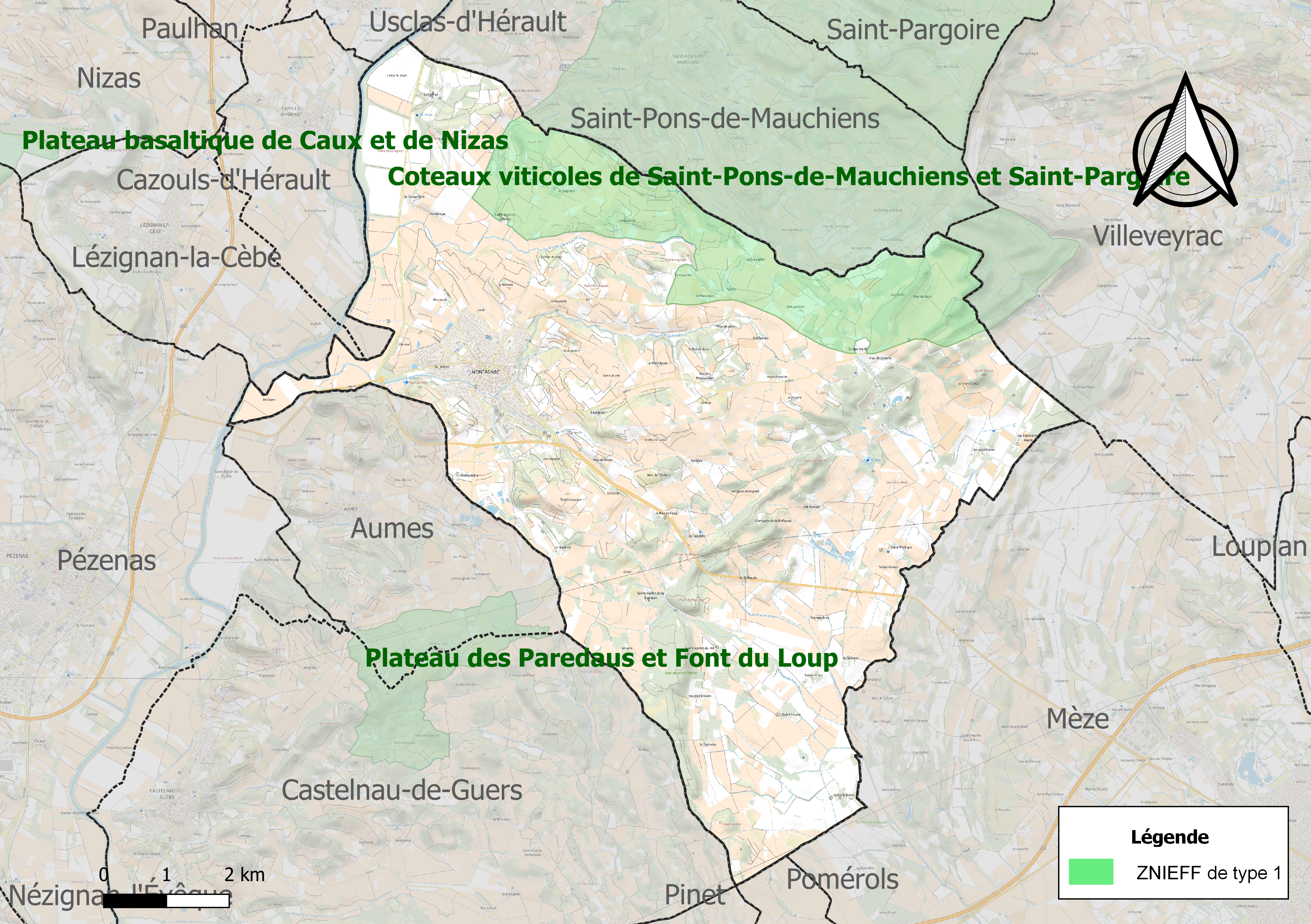
Carte de la ZNIEFF de type 1 sur la commune.
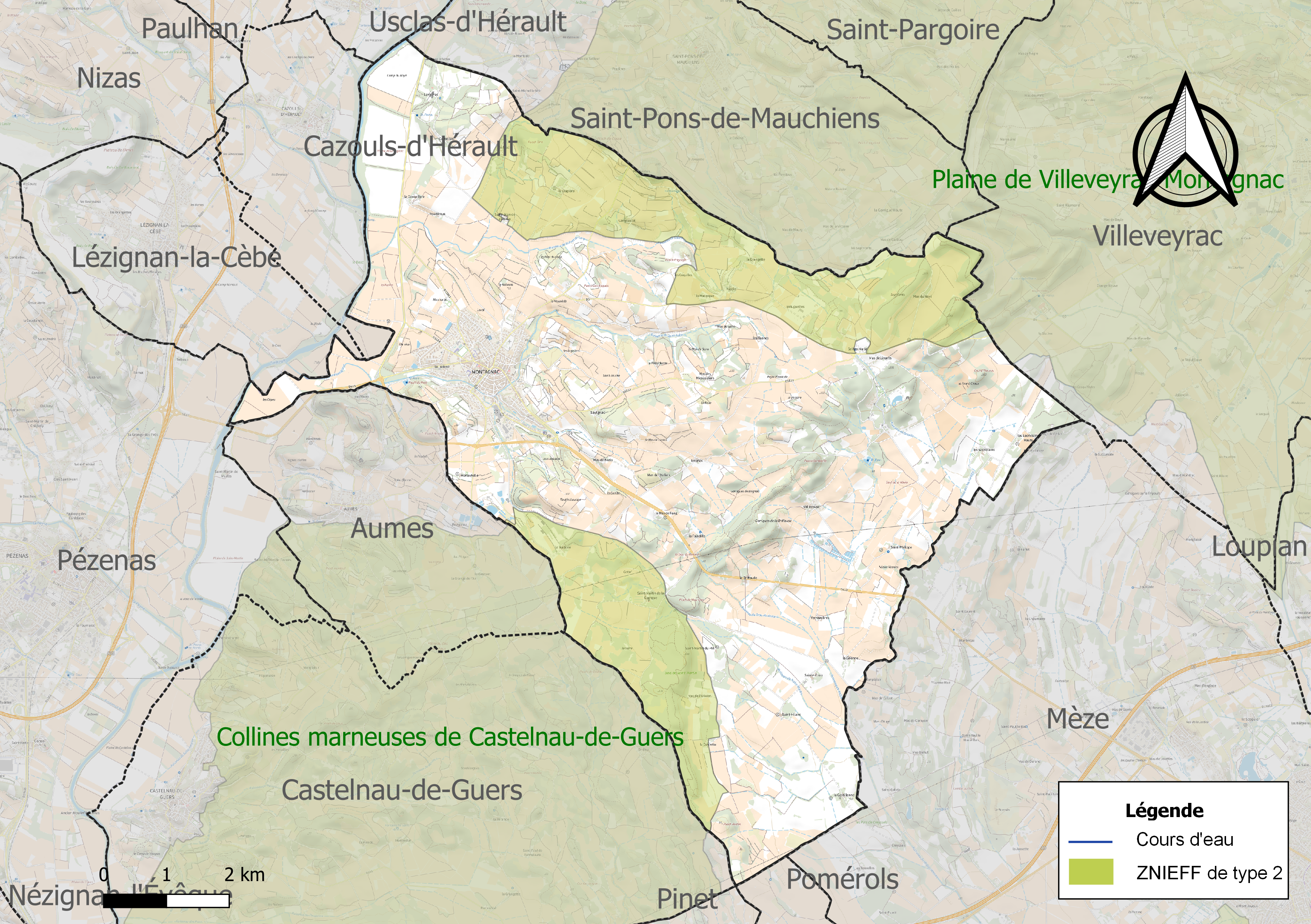
Carte des ZNIEFF de type 2 sur la commune.

## Urbanisme

### Typologie
Au 1er janvier 2024, Montagnac est catégorisée bourg rural, selon la nouvelle grille communale de densité à sept niveaux définie par l'Insee en 2022.
Elle appartient à l'unité urbaine de Montagnac, une unité urbaine monocommunale constituant une ville isolée,. La commune est en outre hors attraction des villes,.

### Planification
La commune dispose d'un plan local d'urbanisme, révisé à plusieurs reprises, et du Schéma de cohérence territoriale (SCOT ou SCoT) du Biterrois,.
Le Syndicat Mixte du SCoT du Biterrois se structure aujourd’hui en cinq Établissements publics de coopération intercommunale (EPCI) rassemblant 270 000 habitants :
- la Communauté d’Agglomération Béziers Méditerranée,
- la Communauté d’Agglomération Hérault Méditerranée,
- la Communauté de Communes La Domitienne,
- la Communauté de Communes Les Avant-Monts,
- et la Communauté de Communes Sud-Hérault.

### Risques majeurs
Le territoire de la commune de Montagnac est vulnérable à différents aléas naturels : météorologiques (tempête, orage, neige, grand froid, canicule ou sécheresse), inondations, feux de forêts et séisme (sismicité faible). Il est également exposé à deux risques technologiques, le transport de matières dangereuses et la rupture d'un barrage, et à deux risques particuliers : le risque minier et. Un site publié par le BRGM permet d'évaluer simplement et rapidement les risques d'un bien localisé soit par son adresse soit par le numéro de sa parcelle.

#### Risques naturels
Certaines parties du territoire communal sont susceptibles d’être affectées par le risque d’inondation par débordement de cours d'eau, notamment l'Hérault, la Boyne et le ruisseau de Nègue-Vaques. La commune a été reconnue en état de catastrophe naturelle au titre des dommages causés par les inondations et coulées de boue survenues en 1982, 1984, 1986, 1987, 1992, 1996, 1997, 1999, 2003, 2014 et 2019,.
Montagnac est exposée au risque de feu de forêt. Un plan départemental de protection des forêts contre les incendies (PDPFCI) a été approuvé en juin 2013 et court jusqu'en 2022, où il doit être renouvelé. Les mesures individuelles de prévention contre les incendies sont précisées par deux arrêtés préfectoraux et s’appliquent dans les zones exposées aux incendies de forêt et à moins de 200 mètres de celles-ci. L’arrêté du 25 avril 2002 réglemente l'emploi du feu en interdisant notamment d’apporter du feu, de fumer et de jeter des mégots de cigarette dans les espaces sensibles et sur les voies qui les traversent sous peine de sanctions. L'arrêté du 11 mars 2013 rend le débroussaillement obligatoire, incombant au propriétaire ou ayant droit,.

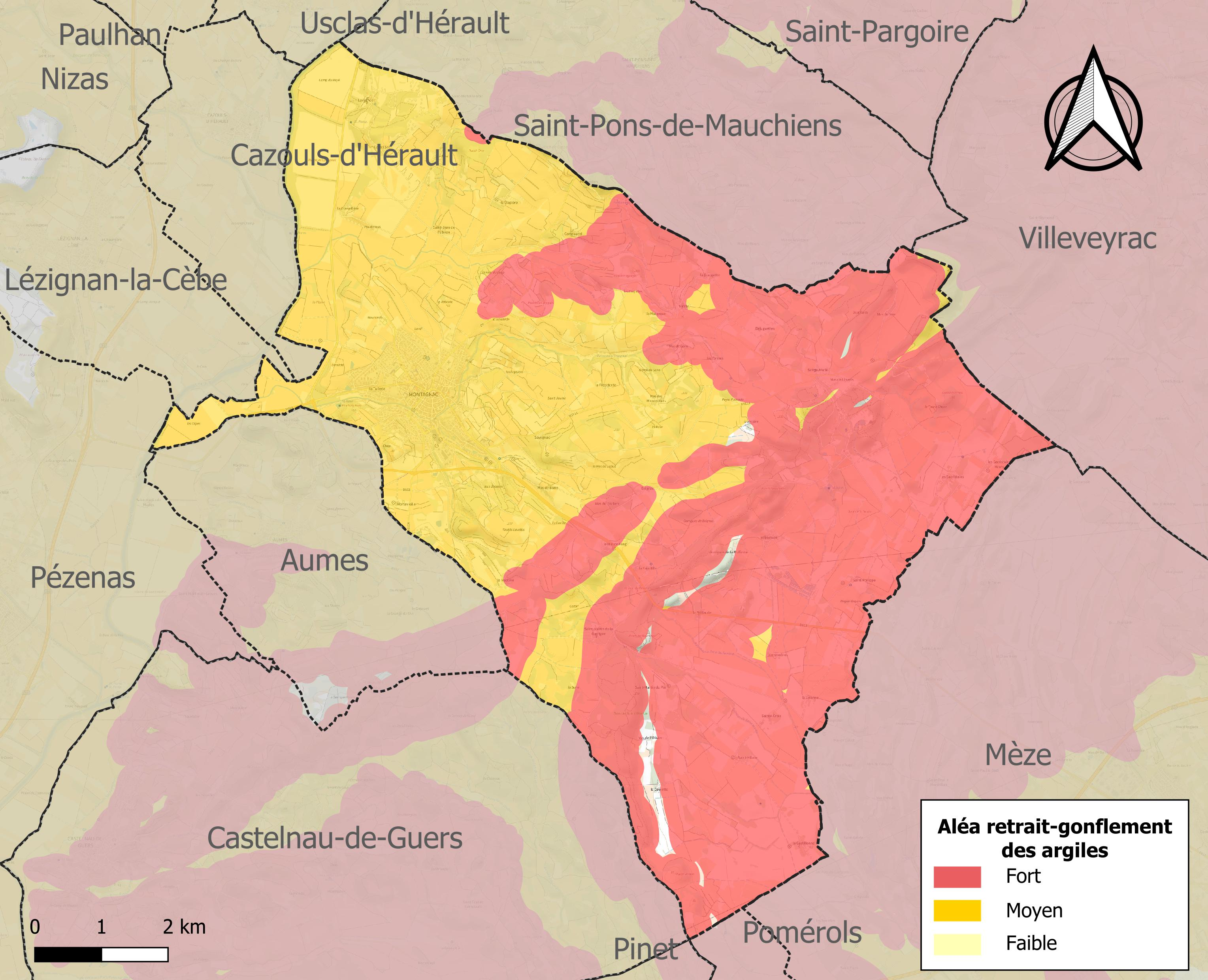
Carte des zones d'aléa retrait-gonflement des sols argileux de Montagnac.

Le retrait-gonflement des sols argileux est susceptible d'engendrer des dommages importants aux bâtiments en cas d’alternance de périodes de sécheresse et de pluie. 98,9 % de la superficie communale est en aléa moyen ou fort (59,3 % au niveau départemental et 48,5 % au niveau national). Sur les 1 769 bâtiments dénombrés sur la commune en 2019, 1 765 sont en aléa moyen ou fort, soit 100 %, à comparer aux 85 % au niveau départemental et 54 % au niveau national. Une cartographie de l'exposition du territoire national au retrait gonflement des sols argileux est disponible sur le site du BRGM,.
Par ailleurs, afin de mieux appréhender le risque d’affaissement de terrain, l'inventaire national des cavités souterraines permet de localiser celles situées sur la commune.

#### Risques technologiques
Le risque de transport de matières dangereuses sur la commune est lié à sa traversée par des infrastructures routières ou ferroviaires importantes ou la présence d'une canalisation de transport d'hydrocarbures. Un accident se produisant sur de telles infrastructures est susceptible d’avoir des effets graves sur les biens, les personnes ou l'environnement, selon la nature du matériau transporté. Des dispositions d’urbanisme peuvent être préconisées en conséquence.
La commune est en outre située en aval du Barrage du Salagou, un ouvrage de classe A sur le Salagou, mis en service en 1968 et disposant d'une retenue de 102 millions de mètres cubes. À ce titre elle est susceptible d’être touchée par l’onde de submersion consécutive à la rupture de cet ouvrage.

#### Risque particulier
L’étude Scanning de Géodéris réalisée en 2008 a établi pour le département de l’Hérault une identification rapide des zones de risques miniers liés à l’instabilité des terrains. Elle a été complétée en 2015 par une étude approfondie sur les anciennes exploitations minières du bassin houiller de Graissessac et du district polymétallique de Villecelle. La commune est ainsi concernée par le risque minier, principalement lié à l’évolution des cavités souterraines laissées à l’abandon et sans entretien après l’exploitation des mines.

## Économie

### Revenus
En 2018, la commune compte 1 779 ménages fiscaux, regroupant 4 320 personnes. La médiane du revenu disponible par unité de consommation est de 16 910 € (20 330 € dans le département). 32 % des ménages fiscaux sont imposés (45,8 % dans le département).

### Emploi
|                | 2008   | 2013   | 2018 |
| -------------- | ------ | ------ | ---- |
| Commune        | 13,5 % | 15,1 % | 13 % |
| Département    | 10,1 % | 11,9 % | 12 % |
| France entière | 8,3 %  | 10 %   | 10 % |

En 2018, la population âgée de 15 à 64 ans s'élève à 2 335 personnes, parmi lesquelles on compte 70,1 % d'actifs (57,1 % ayant un emploi et 13 % de chômeurs) et 29,9 % d'inactifs,. Depuis 2008, le taux de chômage communal (au sens du recensement) des 15-64 ans est supérieur à celui de la France et du département.
La commune est hors attraction des villes,. Elle compte 877 emplois en 2018, contre 871 en 2013 et 798 en 2008. Le nombre d'actifs ayant un emploi résidant dans la commune est de 1 364, soit un indicateur de concentration d'emploi de 64,3 % et un taux d'activité parmi les 15 ans ou plus de 48,5 %.
Sur ces 1 364 actifs de 15 ans ou plus ayant un emploi, 426 travaillent dans la commune, soit 31 % des habitants. Pour se rendre au travail, 79 % des habitants utilisent un véhicule personnel ou de fonction à quatre roues, 3 % les transports en commun, 12,6 % s'y rendent en deux-roues, à vélo ou à pied et 5,4 % n'ont pas besoin de transport (travail au domicile).

### Activités hors agriculture

#### Secteurs d'activités
361 établissements sont implantés  à Montagnac au 31 décembre 2019. Le tableau ci-dessous en détaille le nombre par secteur d'activité et compare les ratios avec ceux du département,.
| Secteur d'activité                                                                                        | Commune | Commune | Département |
| Secteur d'activité                                                                                        | Nombre  | %       | %           |
| --- | ------- | ------- | ----------- |
| Ensemble                                                                                                  | 361     | 100 %   | (100 %)     |
| Industrie manufacturière, industries extractives et autres                                                | 30      | 8,3 %   | (6,7 %)     |
| Construction                                                                                              | 51      | 14,1 %  | (14,1 %)    |
| Commerce de gros et de détail, transports, hébergement et restauration                                    | 109     | 30,2 %  | (28 %)      |
| Information et communication                                                                              | 11      | 3 %     | (3,3 %)     |
| Activités financières et d'assurance                                                                      | 7       | 1,9 %   | (3,2 %)     |
| Activités immobilières                                                                                    | 18      | 5 %     | (5,3 %)     |
| Activités spécialisées, scientifiques et techniques et activités de services administratifs et de soutien | 44      | 12,2 %  | (17,1 %)    |
| Administration publique, enseignement, santé humaine et action sociale                                    | 48      | 13,3 %  | (14,2 %)    |
| Autres activités de services                                                                              | 43      | 11,9 %  | (8,1 %)     |

Le secteur du commerce de gros et de détail, des transports, de l'hébergement et de la restauration est prépondérant sur la commune puisqu'il représente 30,2 % du nombre total d'établissements de la commune (109 sur les 361 entreprises implantées  à Montagnac), contre 28 % au niveau départemental.

#### Entreprises et commerces
Les cinq entreprises ayant leur siège social sur le territoire communal qui génèrent le plus de chiffre d'affaires en 2020 sont : 
- D Paul Mas - DPM, vinification (59 036 k€)
- Vignobles Paul Mas Et Fils - VPM, culture de la vigne (2 902 k€)
- Holding JCM, activités des sociétés holding (1 155 k€)
- JC Mas, culture de la vigne (1 104 k€)
- Cote Mas, restauration de type rapide (499 k€)

### Agriculture
La commune est dans la « Plaine viticole », une petite région agricole occupant la bande côtière du département de l'Hérault. En 2020, l'orientation technico-économique de l'agriculture  sur la commune est la viticulture.
|               | 1988  | 2000  | 2010  | 2020  |
| ------------- | ----- | ----- | ----- | ----- |
| Exploitations | 350   | 238   | 127   | 130   |
| SAU (ha)      | 2 482 | 2 605 | 2 265 | 2 096 |

Le nombre d'exploitations agricoles en activité et ayant leur siège dans la commune est passé de 350 lors du recensement agricole de 1988  à 238 en 2000 puis à 127 en 2010 et enfin à 130 en 2020, soit une baisse de 63 % en 32 ans. Le même mouvement est observé à l'échelle du département qui a perdu pendant cette période 67 % de ses exploitations,. La surface agricole utilisée sur la commune a également diminué, passant de 2482 ha en 1988 à 2096 ha en 2020. Parallèlement la surface agricole utilisée moyenne par exploitation a augmenté, passant de 7 à 16 ha.

#### Agriculture
- Terroir d'Art et de Nature : espace œnotouristique créé par les vignerons coopérateurs de la cave Les Vignobles Montagnac en 2009. 14 statues monumentales sont implantées dans le vignoble en surplomb de l'étang de Thau et de la vallée de l'Hérault. Le Terroir d'Art et de Nature se découvre en visite libre ou accompagnée qui débute sur le parvis de la cave coopérative[40].

#### Tourisme
- Le pays de Pézenas (ancienne communauté de communes du Pays de Pézenas) a obtenu le Label Villes et Pays d'art et d'histoire (Pays du Haut Languedoc et Vignobles)[41]. La commune de Montagnac, déjà « Ville fleurie », est devenue la seconde « station verte » de l’Hérault en 2002.
- Espace d’interprétation consacré à l’histoire de la vigne et du vin sur le territoire des 19 communes de la Communauté d’agglomération Hérault-Méditerranée[42].
- Hébergements touristiques[43].
- Village de Vacances "Les Vignes"[44].

#### Commerces
Commerces et services de proximité.

## Héraldique
| Armes de Montagnac)) | Les armes de Montagnac se blasonnent ainsi : d'azur, à un globe sommé d'une croix d'or, accosté de deux fleurs de lys du même |

## Toponymie
La commune a été connue sous les variantes : in Montanaco (990), Poncii de Montaniaco (1120), in terminio S. Andreae de Montaniaco et in terminio S. Ylarii (1133), in Montaniaco (1147), S. Mariae de Montaniaco (1173), de Montigniaco (1173), castro de Montaniaco (1174), castrum de Motaniaco (1224), Montanhac (1341), la ville de Montaignac (1418), Montanhac (1442), Montagnac (1562), Montignac (1622), Montaignac (1645), Montagnac (1626, 1643, 1695, 1708).
Le nom Montagnac dérive de celui d'un domaine gallo-romain appelé à partir du surnom latin de basse époque Montanus augmenté du suffixe -acum.

## Histoire
La chapelle Saint-Martin est mentionnée en 847.
- Population protestante[48] : le bourg fut dévasté pendant les guerres de religion.
- Château de Lavagnac démantelé au XVIIe sur l'ordre de Richelieu et refait au goût du jour. Il fait actuellement l'objet d'un énorme projet touristique (golf, résidences) primé aux "International and European property awards"[49],[50]. Ce projet reste tout de même contesté par une partie de la population locale[51].

Avant la Révolution, une loge maçonnique était implantée à Montagnac
Lors de la Révolution française, les citoyens de la commune se réunissent au sein de la société révolutionnaire créée en décembre 1791, baptisée « société des vrais amis patriotes », puis « société des amis de la constitution et de l’égalité ». Après la chute de la monarchie, elle se renomme « société des vrais sans-culottes » puis « société populaire régénérée des sans-culottes » en vendémiaire an II.

### Les Hospitaliers
En 1270, Montagnac figure parmi les fiefs que les Hospitaliers de la commanderie de Narbonne tenaient du roi de France et avant la révolution française, Montagnac faisait toujours partie des censives et directes de la commanderie de Pézenas au même titre que Aumes.
Montagnac formait deux entités, à savoir la condamine du Roi qui appartenait au royaume de France et la condamine du Prieur qui dépendait de la commanderie de Pézenas, Pézenas étant une chambre priorale du prieur de Saint-Gilles. On trouve jusqu'à la révolution française le membre de Montagnac et Aulmes parmi ceux de cette commanderie.

## Politique et administration

### Liste des maires
| Période   | Période   | Identité        | Étiquette    | Qualité                                               |
| --------- | --------- | --------------- | ------------ | ----------------------------------------------------- |
| 1944      | 1945      | Jean Granal     |              | Président du comité local de Libération               |
| mai 1945  | mars 1965 | Raymond Ruan    |              |                                                       |
| mars 1965 | mars 1971 | Georges Valette |              |                                                       |
| mars 1971 | juin 1995 | André Galan     | PCF puis MDC | Conseiller général du canton de Montagnac (1982-2001) |
| juin 1995 | mars 2014 | Roger Fages     | SE           | Conseiller général du canton de Montagnac (2001-2015) |
| mars 2014 | En cours  | Yann Llopis     | DVD          | Professeur                                            |

## Population et société

### Démographie

#### Évolution démographique
Au dernier recensement, la commune comptait 4465 habitants.
| 1793  | 1800  | 1806  | 1821  | 1831  | 1836  | 1841  | 1846  | 1851  |
| ----- | ----- | ----- | ----- | ----- | ----- | ----- | ----- | ----- |
| 2 700 | 3 079 | 3 104 | 3 359 | 3 440 | 3 509 | 3 466 | 3 692 | 3 647 |

| 1856  | 1861  | 1866  | 1872  | 1876  | 1881  | 1886  | 1891  | 1896  |
| ----- | ----- | ----- | ----- | ----- | ----- | ----- | ----- | ----- |
| 3 658 | 3 719 | 3 899 | 3 945 | 4 051 | 3 460 | 3 238 | 3 513 | 3 157 |

| 1901  | 1906  | 1911  | 1921  | 1926  | 1931  | 1936  | 1946  | 1954  |
| ----- | ----- | ----- | ----- | ----- | ----- | ----- | ----- | ----- |
| 3 580 | 3 610 | 3 629 | 3 769 | 3 549 | 3 574 | 3 410 | 3 144 | 2 994 |

| 1962  | 1968  | 1975  | 1982  | 1990  | 1999  | 2005  | 2006  | 2010  |
| ----- | ----- | ----- | ----- | ----- | ----- | ----- | ----- | ----- |
| 2 958 | 3 021 | 2 774 | 2 897 | 2 953 | 2 981 | 3 498 | 3 517 | 3 593 |

| 2015  | 2020  | 2022  | - | - | - | - | - | - |
| ----- | ----- | ----- | - | - | - | - | - | - |
| 4 257 | 4 318 | 4 465 | - | - | - | - | - | - |

### Enseignement
- Écoles maternelles et primaires[64].
- Collège[65].
- Lycée à Pézenas.

### Santé
- Professionnels (médecins, infirmières, etc.) et établissements de santé[66] : Dentiste, Diétiticien-nutritionniste, Infirmier, Kinésithérapeute, Kinésithérapeute - Ostéopathe, Massage bien-être, Médecin, Orthophoniste, Pédicure, Pharmacie, Psychologue, Réflexologie, Services de soins à domicile, Taxis Ambulances.

### Cultes
Culte catholique : Paroisses ND Val d'Hérault et Saint Roch en Piscénois. Diocèse de Montpellier.

## Culture locale et patrimoine

### Lieux et monuments

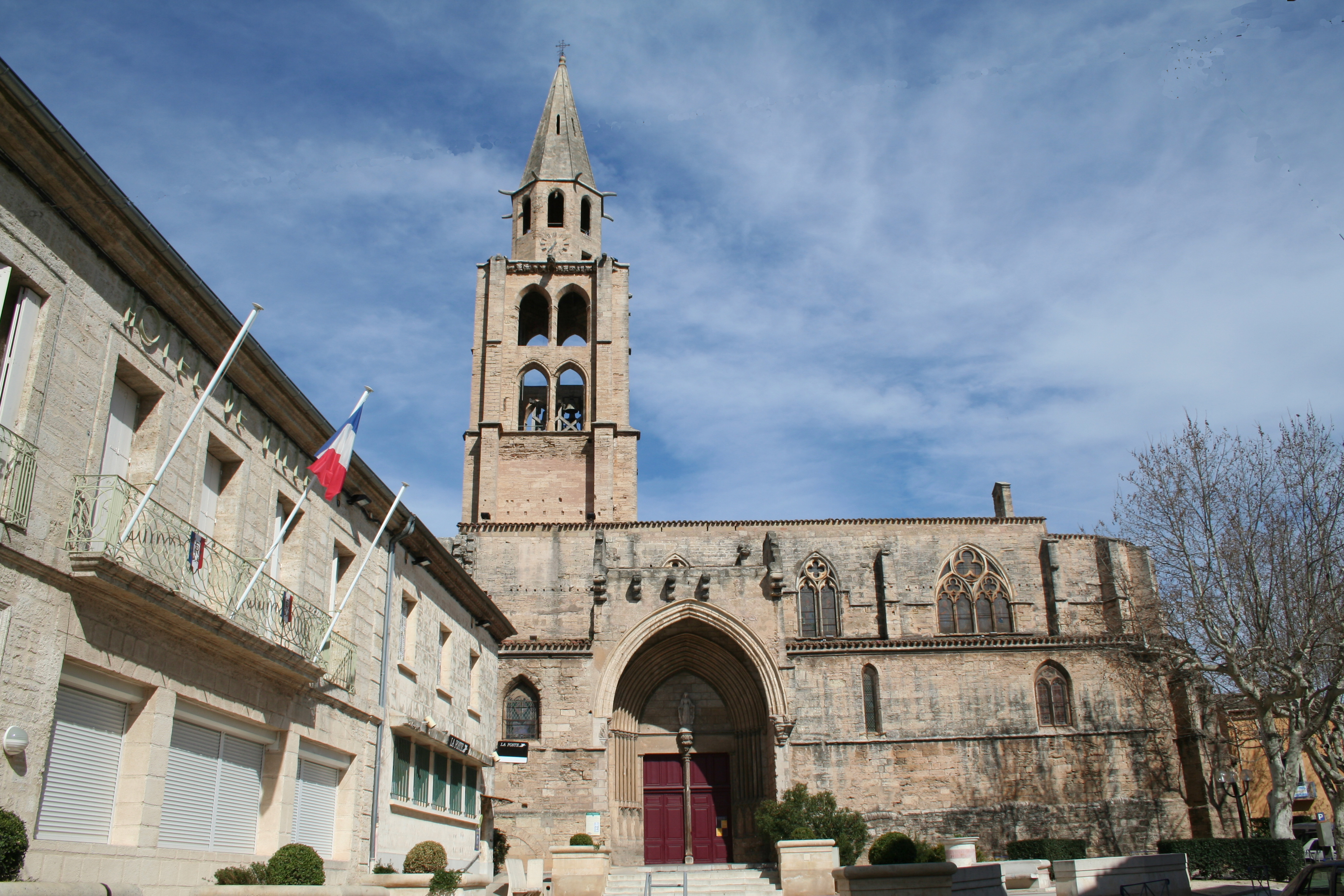
Église Saint-André
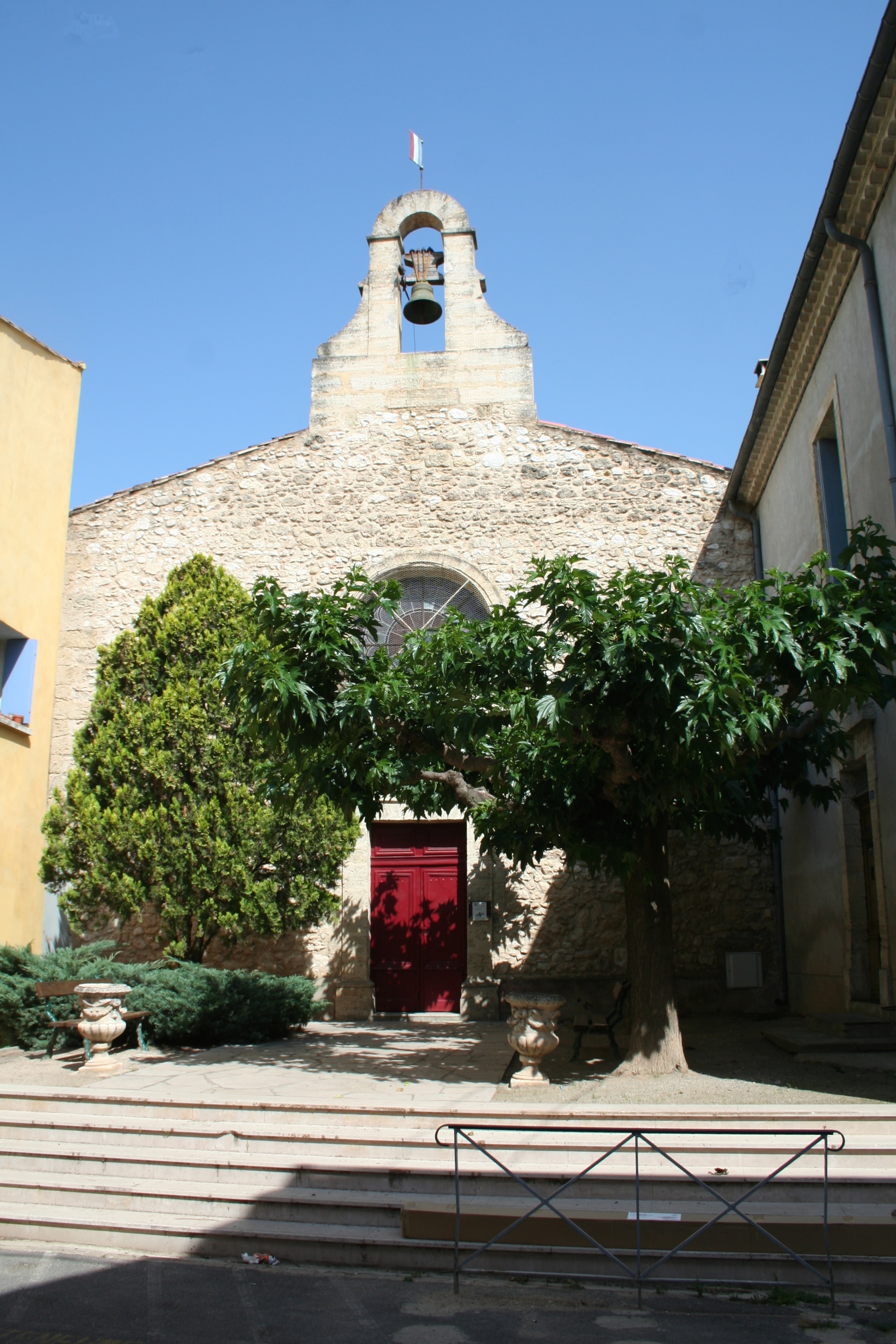
Temple
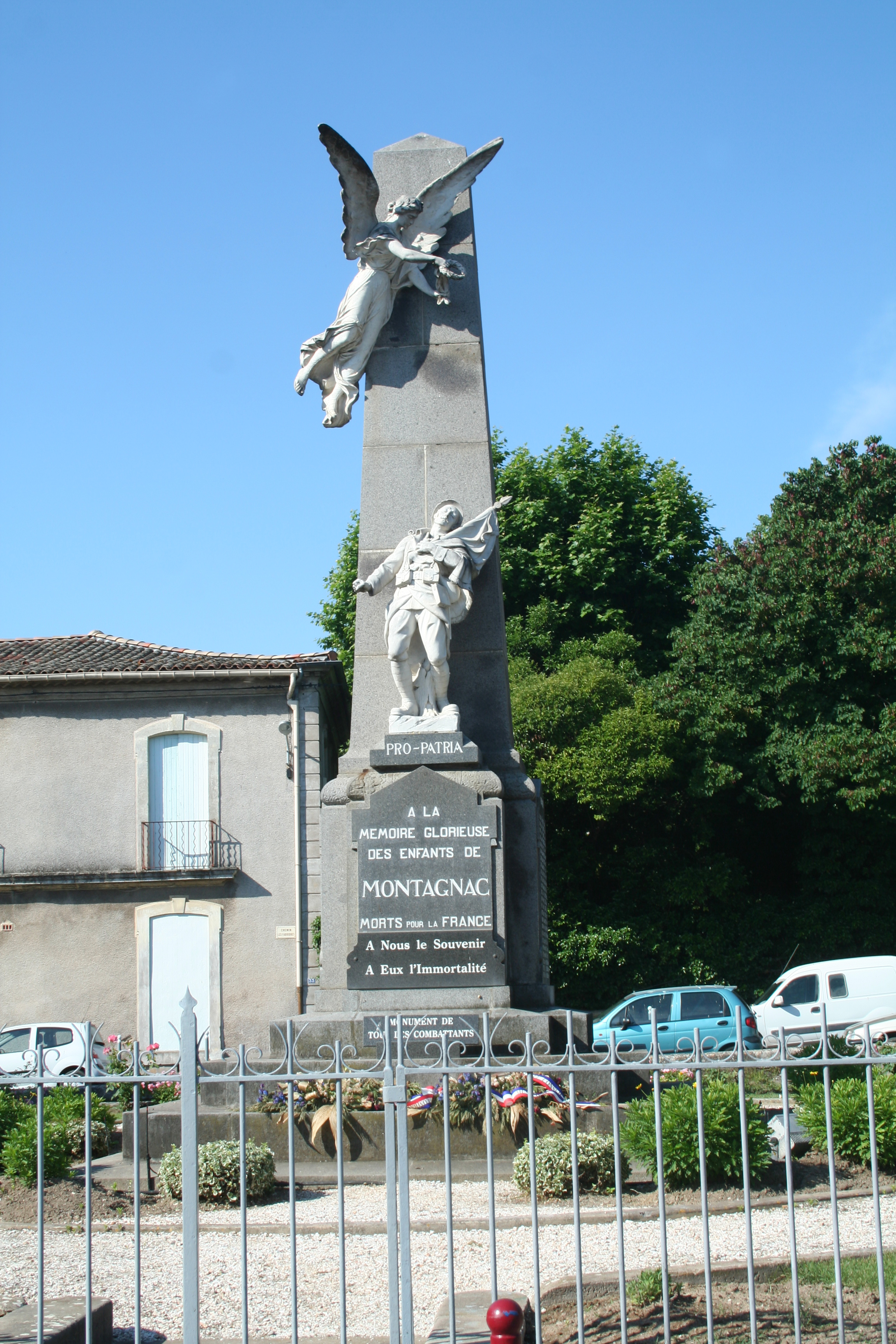
Monument aux morts
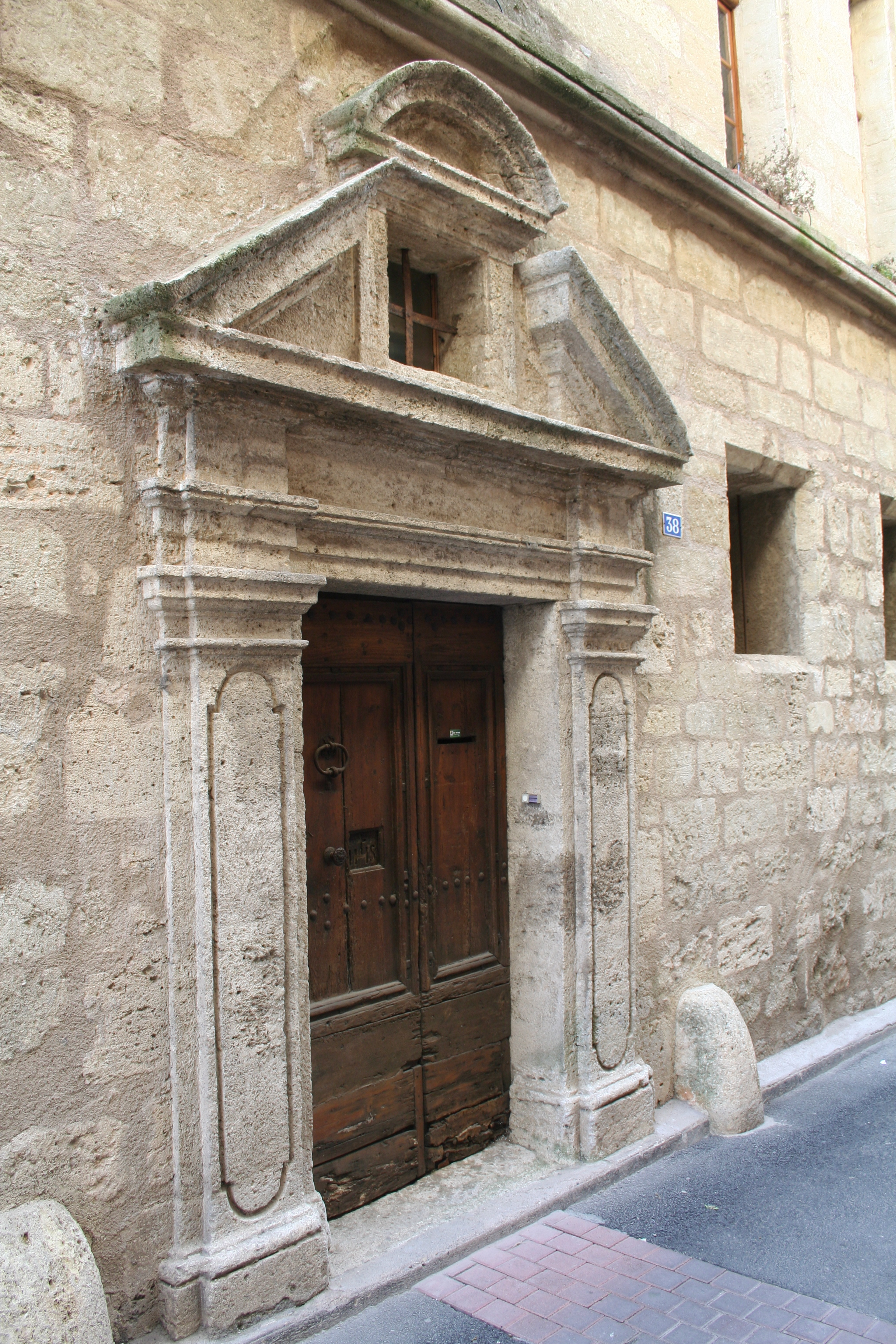
Hôtel de Rat
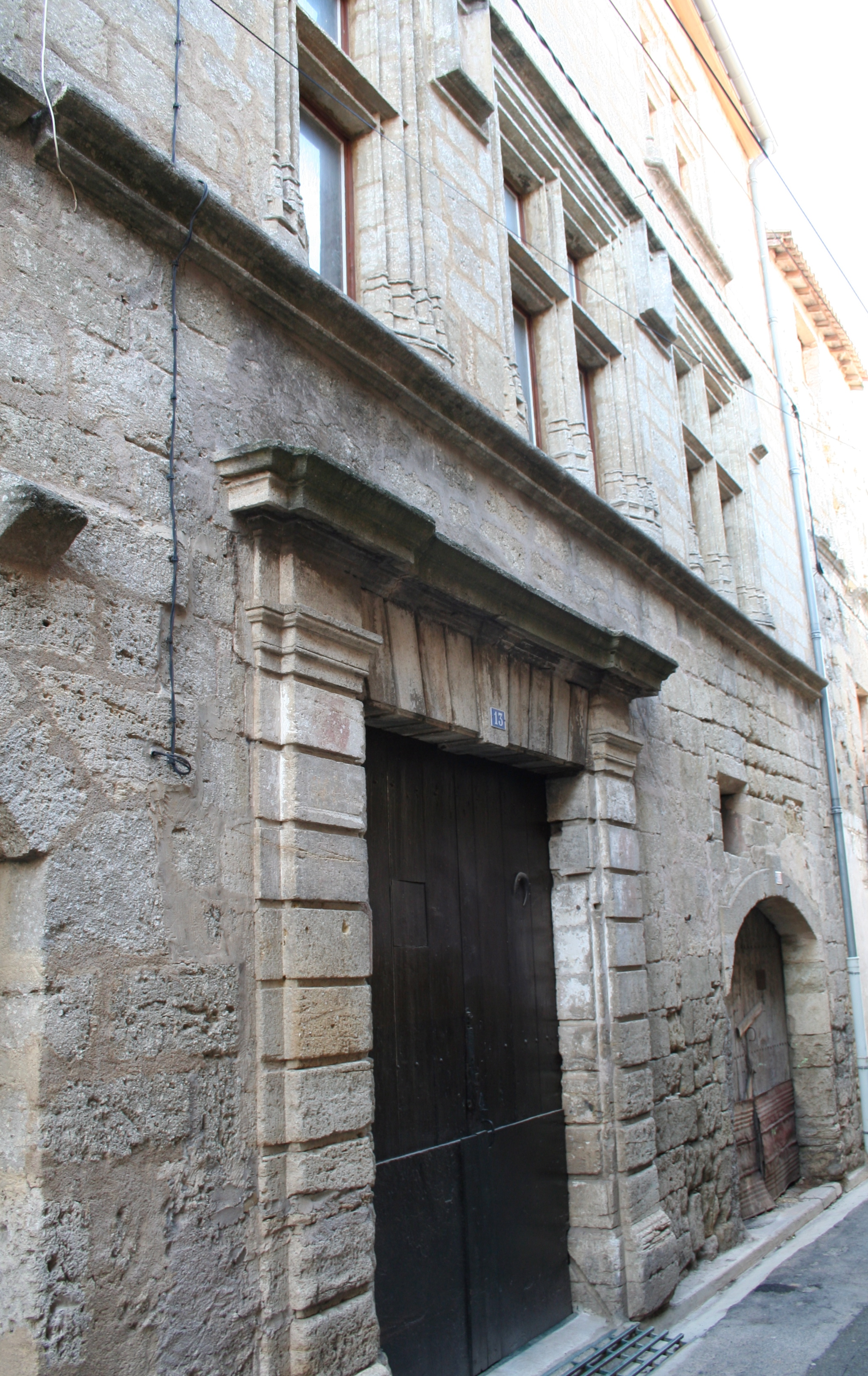
Hôtel de Pegat
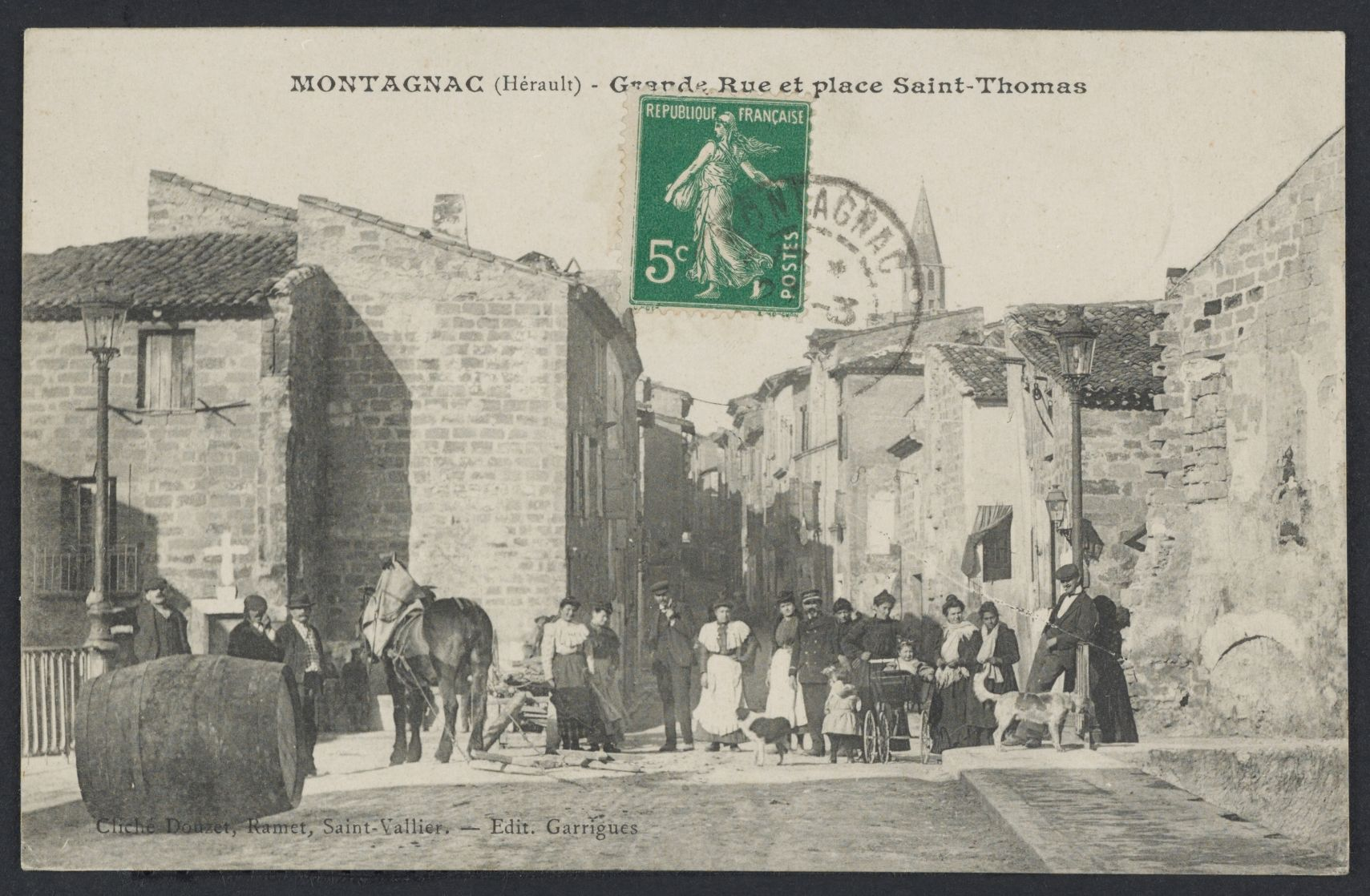
Carte postale de la grande rue et place Saint Thomas (fin XIXe - début XXe)

## Patrimoine religieux
- Église Saint-André XIIe/XIVe (l'édifice a été classé au titre des monuments historiques en 1958)[68],[69]: clocher, haute tour ajourée culminant à 54 mètres, portail à voussures et colonnettes, porche à mâchicoulis, chœur à 7 pans voûté d'ogives ; bas-relief Christ de Pitié en pierre XVe ; statue de saint Pierre en bois XVIe ; tableau de la Sainte-Famille par Bestieu 1830 ; 4 cariatides 1750 et 1759 ; Vierge en bois 1780 ; chaire, (C) XVIIIe ; maître-autel XVIIIe ; 11 stalles XVIIe ; cloche 1492[70] ; orgue de tribune exécuté vers 1850-1860[71],[72].
- Chapelle Saint-Martin-de-la-Garrigue XIIe : arcatures aveugles, abside en cul-de-four.
- Chapelle Notre-Dame-de-la-Peyrière de Montagnac XIXe[73].
- Chapelle des Pénitents de Montagnac, Ancienne chapelle du couvent des Augustins[74] XVIIIe : ensemble homogène d'une chapelle de confrérie..
- Temple de l'Église protestante unie de France de Montagnac[75],[76].
- Monument aux morts[77].

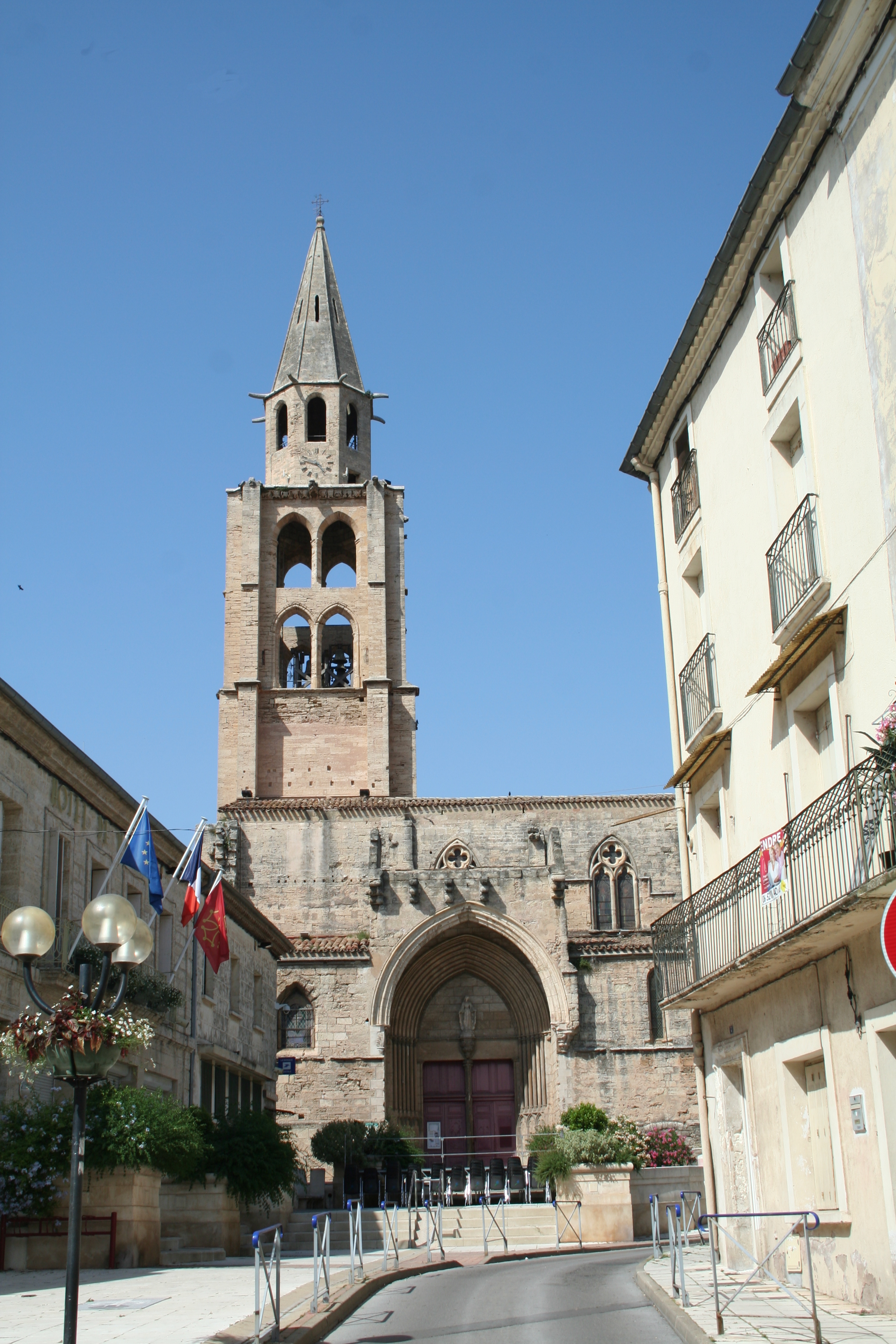
Église Saint-André de Montagnac
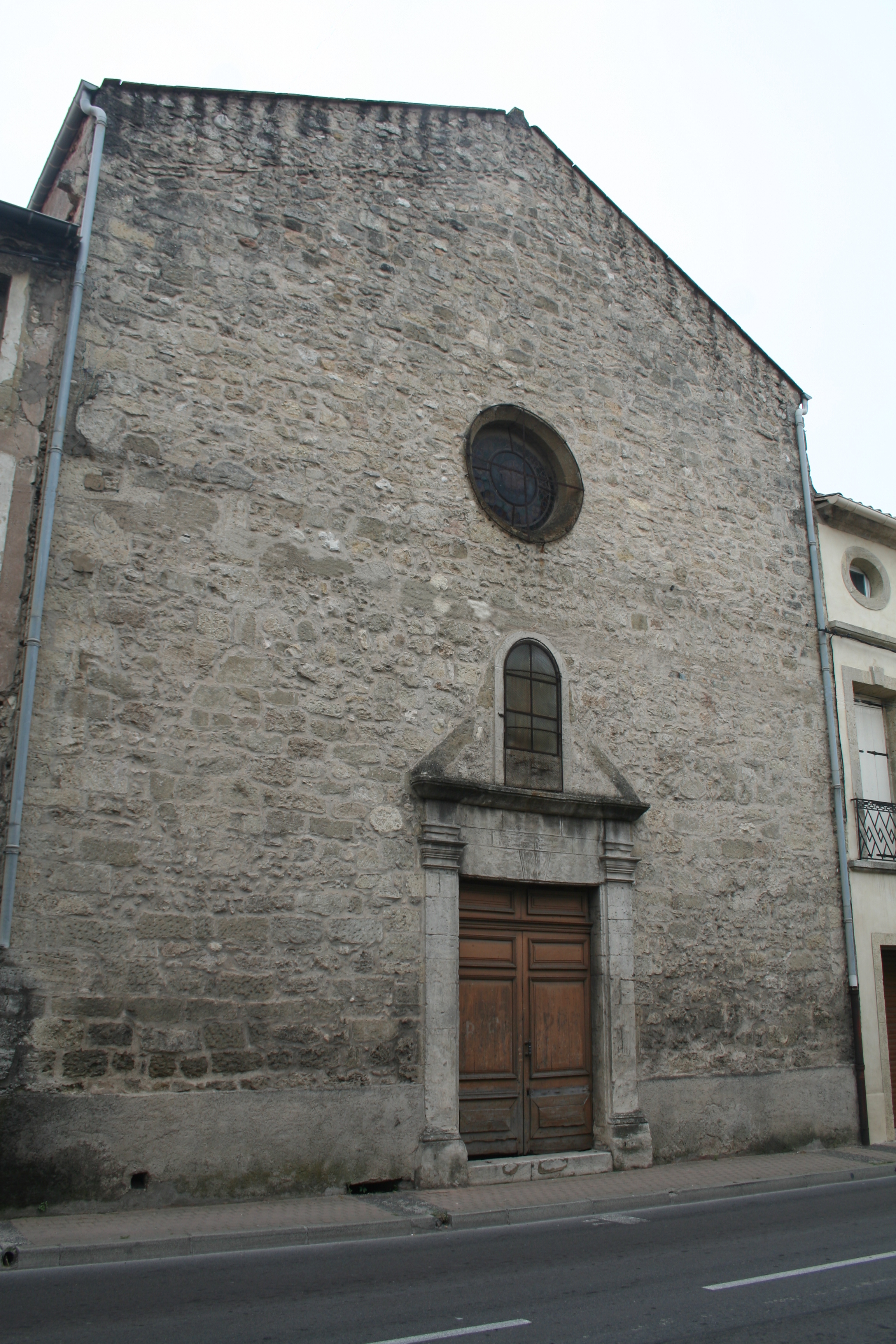
Chapelle des pénitents, ancienne chapelle du couvent des Augustins.
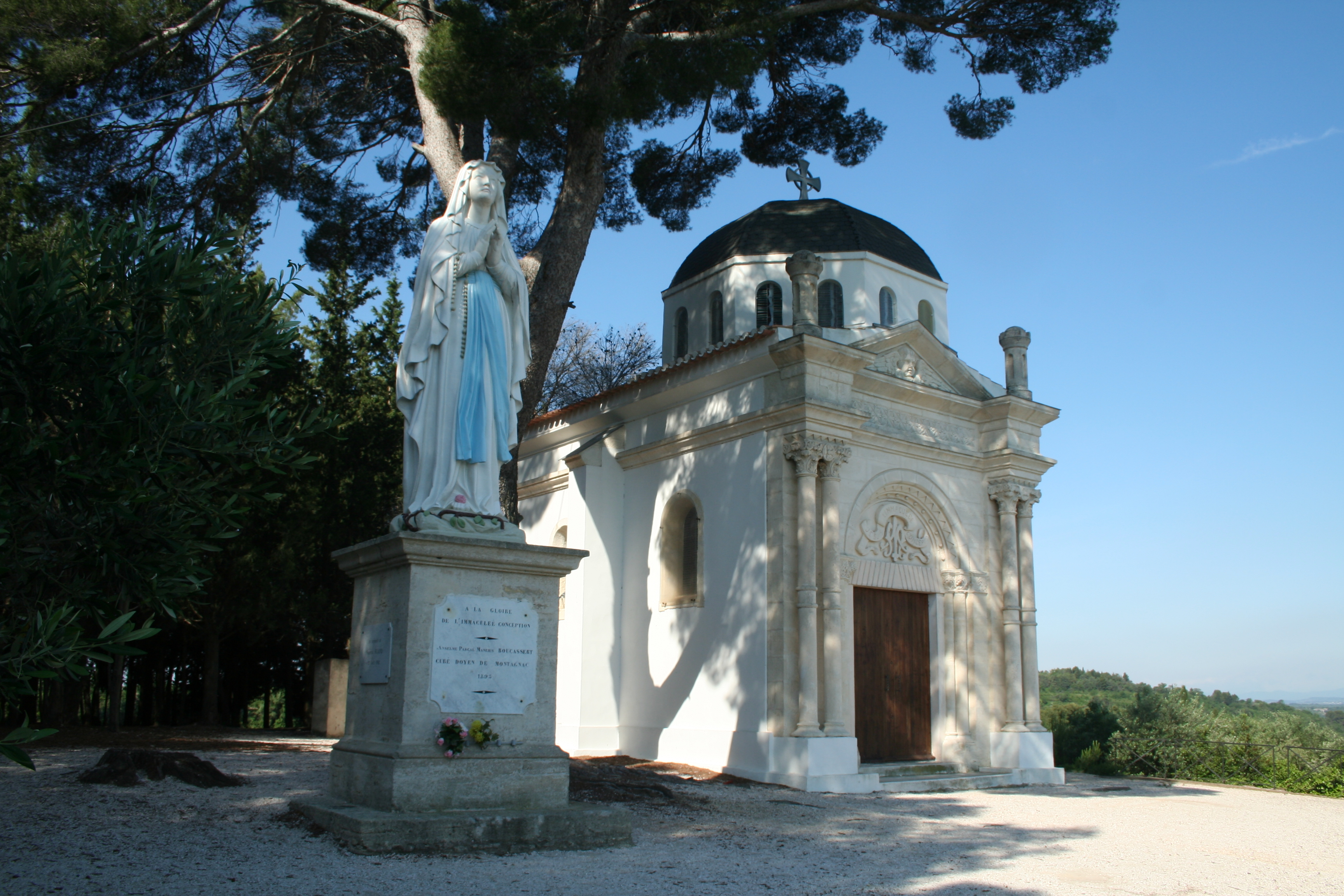
Chapelle Notre-Dame de la Peyrière et statue de la Vierge de Lourdes
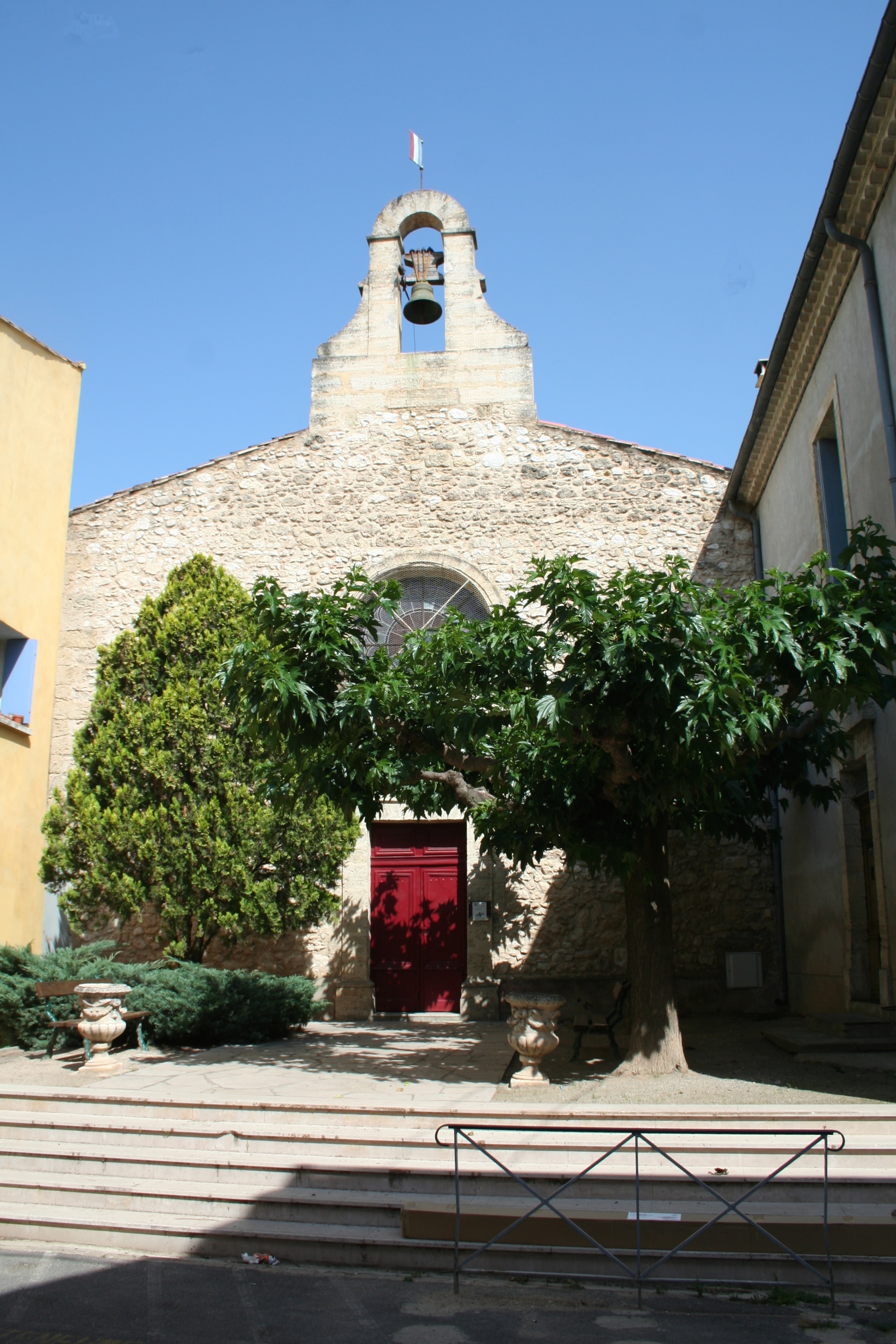
Temple de l'Église protestante unie de France de Montagnac

Patrimoine civil et naturel :
- Via Domitia[78].
- Vieux pont sur l'Hérault[79].
- La fontaine du Griffoul[80].
- Hôtel Rey de Vissec.
- Immeuble dit ancien hôtel des Comtes de Brignac[81].
- Hôtel de Rat.
- Hôtel de Pegat.
- Château de Lavagnac.

## Animal totémique

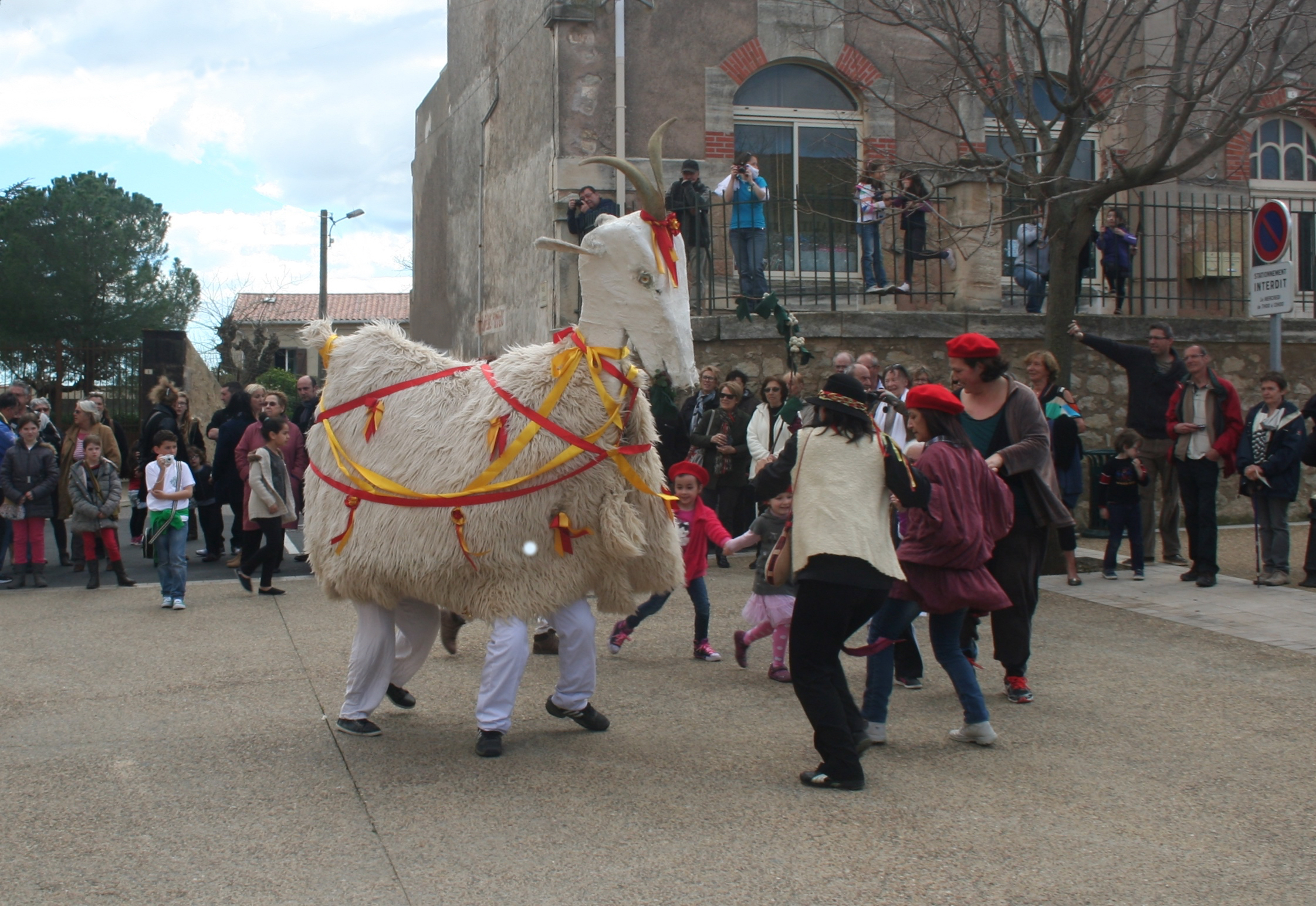
La Cabreta.

L'animal totémique de Montagnac est la chèvre (la cabreta). Aux alentours de 1200, un vagabond amena dans la ville une petite chèvre dont le lait était magique. Comme cette chèvre était nourrie de pampres de vigne, la chèvre donnait au lieu de lait, du vin qui offrait joie et santé.

### Personnalités liées à la commune
- La famille d'Alzon.
- La famille de Chastenet de Puységur.
- La famille de Suarez d'Aulan.
- Pierre Azéma (1921-1944), résistant français.
- Charles Camichel (1871-1966), physicien français né à Montagnac.
- Mathieu Cazelles (1793-1880), député de l'Hérault, né à Montagnac
- Stanislas Clastrier (1857-1925), sculpteur né à Montagnac.
- Le prince de Conti.
- Paula Delsol (6 octobre 1923), romancière et cinéaste, née à Montagnac.
- Pierre Gardes (31 mai 1902), fils de Louis Gardes, né à Montagnac, il fut poète, auteur de pièces de théâtre, secrétaire puis président de l'Escolo Carsinolo de Tarn-et-Garonne (association créée en 1895, dissoute en 1985, ayant pour but l'étude de la culture et de la littérature languedociennes) et fondateur du musée du Terroir à Montauban.
- Jean Henri, dit Latude (1725-1805), célèbre prisonnier français, né à Montagnac, fameux par ses évasions.
- Samuel Honrubia (1986-), joueur professionnel de handball formé au RC Montagnac (champion du monde 2011, champion de France avec le Montpellier Handball).
- Hilaire Benoît Reynaud, général d'Empire. En 1817, il acquiert le domaine de Cazelles (propriété du maire de Montagnac) et La Castillonne sis sur la commune et rebaptise le premier du nom de Saint Hilaire.

## Jumelages
Montagnac est jumelée avec :
- Nerpio (Espagne)

### Fonds d'archives
- Fonds : Archives communales déposées de Montagnac (1215-1805) [11,19 ml].  Cote : 162 EDT. Montpellier : Archives départementales de l'Hérault (présentation en ligne).